# هنري بروك
هنري بروك (بالإنجليزية: Henry Brooke)‏ هو قاضي بريطاني، ولد في 19 يوليو 1936، وتوفي في 30 يناير 2018.